# Rossiteria nucleus
Rossiteria nucleus is een slakkensoort uit de familie van de Trochidae. De wetenschappelijke naam van de soort is voor het eerst geldig gepubliceerd in 1849 door Philippi.